# Distrito de Evinayong
Evinayong es un distrito de Guinea Ecuatorial, en la parte central de la provincia Centro Sur, en la región continental del país. La capital del distrito es Evinayong. El censo de 1994 mostraba 21 353 habitantes en el mismo.
El distrito de Evinayong abarca los municipios de Evinayong, Bicurga y Teguete.